# Hard Rock Albums
De Hard Rock Albums (ook wel Top Hard Rock Albums) is een hitlijst die gepubliceerd wordt door Billboard. De lijst omvat statistieken van hardrockalbums die populair zijn in de Verenigde Staten. De gegevens zijn gebaseerd op verkoopcijfers, die samengesteld zijn door Nielsen SoundScan.